# Rasmus Dundas
Rasmus Willem Erwin Dundas (Paramaribo, 20 september 1917 – 7 september 1986) was een Surinaams jurist en politicus van de Progressieve Nationale Partij (PNP).
Hij werd geboren als zoon van Johannes Frits Dundas (*1879, predikant) en Jacquelina Jeanne Mariane Seymonson (*1885). Aan het begin van zijn loopbaan was hij klerk; eerst bij zijn vader en daarna bij de praeses van de Evangelische Broedergemeente Suriname (EBGS). Dundas ging in 1939 naar Curaçao waar hij werkzaam was bij de Curaçaosche Petroleum Industrie Maatschappij (CPIM). In 1952 verhuisde hij van Willemstad naar de Nederlandse hoofdstad waar hij aan de Universiteit van Amsterdam rechten ging studeren. Nadat hij daar eind 1958 was afgestudeerd keerde hij terug naar Suriname waar hij in 1959 geïnstalleerd werd als lid van de balie. Naast zijn werk als advocaat was hij ook andere fronten actief. In 1960 richtte hij de partij 'Socialistische Doorbraak' op die in 1967 opging in de PNP.
In 1972 werd Dundas benoemd tot minister van Arbeid en Volkshuisvesting. Bij de verkiezingen van 1973 behaalde de PNP geen enkele zetel zodat er in het het nieuwe kabinet ook geen PNP-minister terugkeerde. In de periode toen Suriname onafhankelijk werd (25 november 1975) vestigde hij zich weer in Amsterdam. Enkele jaren later verhuisde hij naar Diemen.
Dundas overleed in 1986 op 68-jarige leeftijd en werd begraven in Diemen.